# Pere I de Luxemburg
Pere I de Luxemburg (1390 - Rambures 31 d'agost de 1433) va ser el fill de Joan de Luxemburg i Margarita de Brienne, comte de Brienne, de Conversano i Saint-Pol.
El 8 de maig de 1405 es va casar amb Margarita de Baux amb qui va tenir 9 fills. Va ser aliat dels anglesos durant la Guerra dels Cent Anys. El seu germà Joan II va custodiar Joana d'Arc fins que la va vendre als anglesos.
Va morir a Rambures el 1433, víctima de la Pesta negra. Una de les seves netes, Isabel Woodville, va ser reina consort del rei Eduard IV d'Anglaterra.